# Enkarni Genua
Enkarni Genua Espinosa (Saint-Sébastien, 15 juin 1942) est une écrivaine basque espagnole, spécialisée en théâtre de marionnettes. Sa trajectoire professionnelle s'est centrée sur la littérature d'enfance et de jeunesse, comme auteur de contes, œuvres de théâtre, œuvres de marionnettes didactiques et dramatiques.

## Biographie
Une des premières actualisations de guignol en basque se déroule le 20 septembre 1771, dans les fêtes de Saint-Sébastien, avec la création de l'œuvre Aupa xoruak. À partir de ce précédent comme référence historique, dans les années 1960, Enkarni, diplômée en philosophie et lettres de l'Université de Deusto,, participe à divers groupes de théâtre, expérience qui dans la décennie suivante, lui servira de bagage pour participer et mettre en œuvre des projets pour enfants en basque. Ses premiers personnages sont le loup Vicente et Caperucita et quelques uns de ses travaux s'inspirent du folklore traditionnel basque, récupérant l'œuvre d'auteurs tels Azkue et Barandiaran.
En 1971, elle crée avec Manuel Gómez le groupe de marionnettes Txotxongilo Taldea. Le 12 décembre 1975, coïncidant avec l'émission sur RTVE de Euskalerria, premier programme avec contenu en basque d'une demi-heure, Gómez et elle participent à l'enregistrement d'une de ses sections de contenu pour enfants.
En 1982, avec les membres du Centre d'Initiatives de Tolosa, elle met en œuvre le Festival Titirijai (Festival International de Marionnettes de Tolosa),. Elle collabore comme assesseur de cette entité à l'organisation d'activités et au projet développé par le Centre International de la Marionnette de Tolosa (TOPIC),. Elle publie une vingtaine de disques de contes et chansons pour enfants.
En 2013 sa compagnie de marionnettes reçoit la Médaille du Mérite Citoyen de la Mairie de Saint-Sébastien.

## Œuvre littéraire

### Littérature d'enfance et de jeunesse
- Txispa eta bere lagunak ikastolan (Txispa y sus compañeros en la escuela) (1971, inédit)
- Txispa eta Katarin (Chispa y Katarin) (1972, inédit)
- Aupa txoruak, Altza Felipe Tru la lai (Arriba los locos) (1973, inédit)
- Jaxinto eta Joxepa (1974, inédit)
- Sugea, gizona eta azeria (Le serpent, l'homme et le renard) (1978, revue Ipurbeltz, Erein)
- Behin batean Txindoki maldan (Érase una vez en la landera del monte Txindo) (1978, revue Ipurbeltz Erein)
- Erreka Mari, Euskalerriko azken lamina (Erreka Mari, la última lamia del País Vasco) (1979, Erein)
- Zezena plazan (En la plaza de tor) (1980, Erein)
- Txotxongilo eskolan (El teatro de marionetas en el escue) (1982, Erein)
- Printze txikia (1983, Erein), basé sur Le Petit Prince d'Antoine de Saint-Exupéry
- Antzerti. Títeres, guiones y técnicas para hacer títeres. (1983 Gobierno Vasco)
- Amonaren ipuinak (Los cuentos de la abuela) (1983, Gobierno Vasco)
- Zezena plazan (El toro en la plaza) (1986, Erein)
- Ipurtargi: hondarrezko gaztelua (La luciérnaga: el castillo de arena) (1986, Erein)
- Ipurtargi: txori txiki polit bat  (1986, Erein)
- Altxor bat patrikan (Un tesoro en el bolsillo) (1988, Erein)
- Ipurtargi: azken eta putz xagutxoak (1989, Erein)
- Ipurtargi: udazkeneko haizea (1989, Erein)
- Itsasminez (1990, Erein)
- Gizona sugea... (1991, revue Ipurbeltz, Erein)
- Bene-benetan... katua berbetan. Dramatisation, matériel pour l'apprentissage, 6 cahiers de travail. (1992-1994 Elkar-GIE)
- Herensugea (1993, Erein)
- Zatoz! : Tolosara txotxongiloak ezagutzera (1993, Centro de Iniciativas de Tolosa y Diputación de Guipúzcoa)
- Galtzagorriak (1994, Erein)
- Kalean gora, kalean behera'. Matériel éducatif pour jeux en basque (2 livres)- (1995-1996 Elkar-GIE)
- Eman eta gero (1996, Erein)
- Orain... gure txanda da! (¡Ahora es nuestro turno!). Explications sur les marionnettes (1997, Centro de Iniciativas de Tolosa)
- Ku-ku aitonaren erlojua (El reloj cucú del abuelo) (1998, Desclée De Brouwer)
- Gerta daiteke (Puede suceder) (1998, Ayuntamiento de Pamplona)
- Zabaldu oihala!, guion y orientaciones para hacer teatro (2001, Erein)
- Munstroak eta lagunak (Monstruos y compañeros) (2001, Erein)
- Gutiziak (Delicias) (2001, Txalaparta)
- Zatoz lehenbailehen! (¡Ven cuanto antes!) (2004, Erein)
- Elurrezko panpina (El muñeco de nieve) (2005, Erein)
- Katu gaiztoak ez dira gaiztoak (Los gatos malvados no son malvados) (2005, Erein)
- Altxor bat esku artean: txotxongiloak  (Un tesoro entre las manos: los títeres) (2009, Erein)
- Zergatik bizi da basoan Txangorritxoren amona? (¿Por qué vive en el bosque la abuela de Caperucita?) (2006, Erein)
- Kontu kontari (33+3 años) (Contando cuentos) (2006, Erein)
- Hitzen lapurra títeres en verso (2008, Lanku)
- Altxor bat eskuetan: txotxongiloak, teorizazioa, historia, lan praktikoak (Un tesoro entre las manos: los títeres, teorización, historia y práctica) (2009, Erein)
- Mahatsak eta neskatilak ondu zireneko uda (El verano en el que maduraron las uvas y las niñas) (2010, Erein)

### Théâtre
- Ostiralero afaria (La cena de todos los viernes) (2001, Fundación Kutxa)

### Disques
- Erreka Mari (1978, OTS/Hg
- Printze txikia (1984, IZ)
- Zezena plazan (1984, IZ)
- Erreka Mari (1985, IZ)
- Sugea, gizona eta azeria (1985, IZ)
- Sar dadila kalabazan - 8 disko - (1985-1989, IZ)
- Ipurtargi I (1986, IZ)
- Altxor bat patrikan (1987, IZ)
- Ipurtargi II (1988, IZ)
- Txotxongilo kanta sorta (1988, IZ)
- Kuttun kuttuna - 2 disko - (1990-1991, IZ)
- Xirimiri (1991, IZ)
- 25 urte zuekin (1996, IZ)

### Littérature pour adultes
- Gutiziak (Delicias) (2001 Txalaparta)

## Prix
- 1980 : Prix Ercilla[1].
- 1985 : Premier Concours d'opéra pour enfants, avec l'œuvre Erreka Mari et la musique de Juan Cordero Castaño.
- 1997 : Concurso de Teatro Infantil en euskera de la Escuela Navarra de Teatro[1].
- 2001 : Prix  de Théâtre en basque de la Ville de San Sebastían[1].
- 2007 : Prix Victoria Eugenia a la Trayectoria en Artes Escénicas[1].